# Battaglia di San Jacinto
La battaglia di San Jacinto fu una battaglia combattuta nell'aprile del 1836 nella guerra di indipendenza del Texas, tra i texani, guidati da Sam Houston, e i messicani, condotti dal presidente del Messico, il generale Antonio López de Santa Anna.

## Storia
La battaglia si svolse a San Jacinto, nei pressi dell'odierna La Porte, e si concluse con una schiacciante vittoria dei texani, che combatterono al grido di "Ricordatevi di Alamo". Il generale Santa Anna, catturato durante la battaglia, dovette firmare la "dichiarazione di indipendenza del Texas". Nacque così la Repubblica del Texas, rimasta indipendente per alcuni anni, fino al suo ingresso negli Stati Uniti d'America (1845). In commemorazione della battaglia è stato costruito il San Jacinto Monument.